# Chiara Rebagliati
Chiara Rebagliati, född 23 januari 1997, är en italiensk bågskytt. Hon deltog vid olympiska sommarspelen 2020.